# Ivan Hlinka Memorial Tournament 2015
Das Ivan Hlinka Memorial Tournament 2015 war die 25. Austragung des Ivan Hlinka Memorial Tournament, einem Eishockeyturnier für Nachwuchs-Nationalmannschaften der Altersklasse U18. Es fand vom 10. bis zum 15. August 2015 im tschechischen Břeclav und im slowakischen Bratislava statt. Seriensieger Kanada setzte sich im Finale gegen Schweden durch und gewann somit seine 20. Goldmedaille.

## Modus
Die acht Teilnehmer wurden in zwei Gruppen mit je vier Mannschaften eingeteilt. In der Gruppenphase spielte jedes Team einmal gegen alle anderen Gruppenteilnehmer und absolvierte somit drei Spiele. Die jeweiligen Gruppenersten und -zweiten qualifizierten sich für das Halbfinale, das ebenso wie das Finale als K.-o.-Spiel ausgetragen wurde.

## Gruppenphase

### Gruppe A
| 10. August 2015 15:30 Uhr (Ortszeit) | Schweden Alexander Nylander (16:52) William Fällström (24:56) Oliver Olsson (36:20) Jacob Cederholm (59:38) | 4:3 (1:1, 2:0, 1:2) Spielbericht | Schweiz Nico Hischier (5:59) Dominik Volejnicek (43:52) Dominik Volejnicek (46:45) | Zimní stadion v Břeclavi, Břeclav Zuschauer: 386 |

| 10. August 2015 19:00 Uhr | Tschechien Matyáš Kantner (3:18) | 1:3 (1:2, 0:0, 0:1) Spielbericht | Kanada Dillon Dubé (6:11) Nolan Patrick (15:11) Beck Malenstyn (48:56) | Zimní stadion v Břeclavi, Břeclav Zuschauer: 1846 |

| 11. August 2015 15:30 Uhr | Kanada Michael McLeod (11:37) William Bitten (59:40) | 2:0 (1:0, 0:0, 1:0) Spielbericht | Schweden | Zimní stadion v Břeclavi, Břeclav |

| 11. August 2015 19:00 Uhr | Tschechien Petr Kodýtek (11:21) David Kofroň (23:44) Marek Zachar (40:57) David Kofroň (49:10) Radovan Pavlík (59:44) | 5:3 (1:0, 1:1, 3:2) Spielbericht | Schweiz Livio Stadler (23:19) Yannick Lerch (49:42) Yves Brantschen (55:56) | Zimní stadion v Břeclavi, Břeclav Zuschauer: 1780 |

| 12. August 2015 15:30 Uhr | Schweiz Cyril Oehen (17:22) Nico Hischier (25:46) | 2:9 (1:4, 1:2, 0:3) Spielbericht | Kanada Tyler Benson (5:41) Tyson Jost (8:36) Kale Clague (14:10) Tyson Jost (16:47) Samuel Girard (27:22) Tyson Jost (30:02) Nolan Patrick (53:03) Sam Steel (53:49) Josh Mahura (56:12) | Zimní stadion v Břeclavi, Břeclav Zuschauer: 314 |

| 12. August 2015 19:00 Uhr | Tschechien | 0:2 (0:0, 0:0, 0:2) Spielbericht | Schweden Jesper Bratt (45:06) Oskar Stål Lyrenäs (50:50) | Zimní stadion v Břeclavi, Břeclav Zuschauer: 2760 |

| Pl. |            | Sp | S | OTS | OTN | N | Tore  | Punkte |
| 1.  | Kanada     | 3  | 3 | 0   | 0   | 0 | 14:03 | 9      |
| 2.  | Schweden   | 3  | 2 | 0   | 0   | 1 | 06:05 | 6      |
| 3.  | Tschechien | 3  | 1 | 0   | 0   | 2 | 06:08 | 3      |
| 4.  | Schweiz    | 3  | 0 | 0   | 0   | 3 | 08:18 | 0      |

Abkürzungen: Pl. = Platz, Sp = Spiele, S = Siege, OTS = Siege nach Verlängerung oder Penaltyschießen, OTN = Niederlagen nach Verlängerung oder Penaltyschießen, N = Niederlagen

Erläuterungen: Qualifikant für das Halbfinale

### Gruppe B
| 10. August 2015 14:00 Uhr (Ortszeit) | Finnland Otto Mäkinen (7:58) Eetu Tuulola (10:44) Robin Salo (14:22) Otto Somppi (18:17) Otto Mäkinen (38:37) | 5:1 (4:0, 1:1, 0:0) Spielbericht | Vereinigte Staaten Timothy Gettinger (36:09) | Zimný štadión Ondreja Nepelu, Bratislava Zuschauer: 284 |

| 10. August 2015 17:30 Uhr | Slowakei Miloš Roman (8:54) Marián Studenič (52:07) | 2:5 (1:3, 0:1, 1:1) Spielbericht | Russland Maxim Afanasjew (6:30) Danil Werjajew (9:11) Ilja Awramenko (12:15) Artur Kaiumow (23:11) Wjatscheslaw Schewtschenko (43:01) | Zimný štadión Ondreja Nepelu, Bratislava Zuschauer: 1228 |

| 11. August 2015 14:00 Uhr | Vereinigte Staaten Casey Mittelstadt (19:46) Kailer Yamamoto (42:15) | 2:5 (1:1, 0:2, 1:2) Spielbericht | Russland Alexander Jakowenko (16:10) Igor Geraskin (39:40) Nikita Popugajew (39:58) Georgi Iwanow (41:41) Alexander Jakowenko (47:24) | Zimný štadión Ondreja Nepelu, Bratislava Zuschauer: 421 |

| 11. August 2015 17:30 Uhr | Slowakei Matej Galbavý (17:13) Dušan Kmec (47:49) | 2:4 (1:3, 0:1, 1:0) Spielbericht | Finnland Robin Salo (3:42) Eeli Tolvanen (9:36) Otto Mäkinen (11:11) Otto Koivula (36:56) | Zimný štadión Ondreja Nepelu, Bratislava Zuschauer: 1328 |

| 12. August 2015 14:00 Uhr | Russland | 0:3 (0:0, 0:1, 0:2) Spielbericht | Finnland Otto Mäkinen (25:19) Emil Oksanen (46:29) Eetu Tuulola (49:32) | Zimný štadión Ondreja Nepelu, Bratislava Zuschauer: 378 |

| 12. August 2015 17:30 Uhr | Slowakei Samuel Buček (36:46) Dušan Kmec (48:33) Samuel Solenský (55:21) | 3:7 (0:2, 1:2, 2:3) Spielbericht | Vereinigte Staaten William Knierim (2:02) Casey Mittelstadt (7:35) Drake Rymsha (23:03) Timothy Gettinger (26:02) Kailer Yamamoto (55:55) Christopher Berger (57:31) John Leonard (58:46) | Zimný štadión Ondreja Nepelu, Bratislava Zuschauer: 1278 |

| Pl. |                    | Sp | S | OTS | OTN | N | Tore  | Punkte |
| 1.  | Finnland           | 3  | 3 | 0   | 0   | 0 | 12:03 | 9      |
| 2.  | Russland           | 3  | 2 | 0   | 0   | 1 | 10:07 | 6      |
| 3.  | Vereinigte Staaten | 3  | 1 | 0   | 0   | 2 | 10:13 | 3      |
| 4.  | Slowakei           | 3  | 0 | 0   | 0   | 3 | 07:16 | 0      |

Abkürzungen: Pl. = Platz, Sp = Spiele, S = Siege, OTS = Siege nach Verlängerung oder Penaltyschießen, OTN = Niederlagen nach Verlängerung oder Penaltyschießen, N = Niederlagen

Erläuterungen: Qualifikant für das Halbfinale

## Platzierungsspiele

### Spiel um Platz 7
| 14. August 2015 14:00 Uhr (Ortszeit) | Slowakei Adam Ružička (15:24) Samuel Buček (20:30) Vojtech Zeleňák (23:29) Jakub Lacka (35:23) Samuel Solenský (47:21) Penalty-Shootout: Samuel Buček Samuel Solenský Martin Bodák Samuel Buček | 5:6 n. P. (1:2, 3:1, 1:2, 0:0, 0:1) Spielbericht | Schweiz Nico Hischier (4:41) Kaj Suter (17:37) Marco Miranda (28:11) Marco Miranda (47:47) André Heim (59:33) Penalty-Shootout: Lee Roberts Marco Miranda Nico Hischier Lee Roberts | Zimný štadión Ondreja Nepelu, Bratislava Zuschauer: 328 |

### Spiel um Platz 5
| 14. August 2015 15:30 Uhr (Ortszeit) | Tschechien Ondřej Najman (11:51) Kristian Reichel (36:04) Marek Zachar (58:56) | 3:4 (1:0, 1:3, 1:1) Spielbericht | Vereinigte Staaten Casey Mittelstadt (20:31) Ty Farmer (22:03) Kailer Yamamoto (23:48) Kailer Yamamoto (42:09) | Zimní stadion v Břeclavi, Břeclav Zuschauer: 649 |

## Finalrunde
|  | Halbfinale | Halbfinale | Halbfinale |  |  | Finale | Finale   | Finale |
|  |            |            |            |  |  |        |          |        |
|  |            |            |            |  |  |        |          |        |
|  | A1         | Kanada     | 2          |  |  |        |          |        |
|  | B2         | Russland   | 1          |  |  |        |          |        |
|  |            |            |            |  |  | A1     | Kanada   | 7      |
|  |            |            |            |  |  | A2     | Schweden | 3      |
|  | B1         | Finnland   | 1          |  |  |        |          |        |
|  | A2         | Schweden   | 2          |  |  |        |          |        |
|  |            |            |            |  |  |        |          |        |

### Halbfinale
| 14. August 2015 17:30 Uhr (Ortszeit) | Finnland Juha Jääskä (9:08) | 1:2 (1:1, 0:0, 0:1) Spielbericht | Schweden David Deutsch (7:07) William Fällström (46:47) | Zimný štadión Ondreja Nepelu, Bratislava Zuschauer: 321 |

| 14. August 2015 19:00 Uhr | Kanada Jordan Kyrou (25:44) Penalty-Shootout: Nolan Patrick Tyson Jost Dillon Dubé | 2:1 n. P. (0:1, 1:0, 0:0, 0:0, 1:0) Spielbericht | Russland German Rubzow (19:11) Penalty-Shootout: Igor Schwyrew Nikita Makejew Georgi Iwanow | Zimní stadion v Břeclavi, Břeclav Zuschauer: 528 |

### Spiel um Platz 3
| 15. August 2015 15:00 Uhr (Ortszeit) | Finnland Juha Jääskä (11:16) Juuso Välimäki (16:02) Joona Koppanen (23:07) | 3:4 (2:1, 1:0, 0:3) Spielbericht | Russland Wjatscheslaw Schewtschenko (2:34) Nikita Popugajew (40:27) Nikita Popugajew (50:48) Artur Kaiumow (52:37) | Zimný štadión Ondreja Nepelu, Bratislava Zuschauer: 428 |

### Finale
| 15. August 2015 17:00 Uhr (Ortszeit) | Kanada Pierre-Luc Dubois (2:28) Pierre-Luc Dubois (11:17) Michael McLeod (15:59) Tyler Benson (16:54) Tanner Kaspick (27:14) Jordan Kyrou (39:20) Beck Malenstyn (51:13) | 7:3 (4:0, 2:1, 1:2) Spielbericht | Schweden Jesper Bratt (33:19) Alexander Nylander (41:19) William Fällström (42:42) | Zimní stadion v Břeclavi, Břeclav Zuschauer: 654 |

### Sieger – Kanada
| Sieger des Ivan Hlinka Memorial Tournament 2015 Kanada | Torhüter: Carter Hart, Dylan Wells Verteidiger: Jake Bean, Kale Clague, Dante Fabbro, Samuel Girard, Josh Mahura, Victor Mete, David Quenneville Angreifer: Tyler Benson, William Bitten, Dillon Dubé, Pierre-Luc Dubois, Brett Howden (C), Tyson Jost, Tanner Kaspick, Jordan Kyrou, Beck Malenstyn, Michael McLeod, Nolan Patrick, Zach Poirier, Sam Steel Trainer: Stan Butler |

## Beste Scorer
Abkürzungen: Sp = Spiele, T = Tore, V = Vorlagen, Pkt = Punkte, SM = Strafminuten; Fett: Bestwert
| Spieler            | Team               | Sp | T | V | Pkt | SM |
| ------------------ | ------------------ | -- | - | - | --- | -- |
| Kailer Yamamoto    | Vereinigte Staaten | 4  | 4 | 3 | 7   | 14 |
| Casey Mittelstadt  | Vereinigte Staaten | 4  | 3 | 4 | 7   | 4  |
| Nico Hischier      | Schweiz            | 4  | 3 | 3 | 6   | 0  |
| William Fällström  | Schweden           | 5  | 3 | 3 | 6   | 2  |
| Nikita Popugajew   | Russland           | 5  | 3 | 3 | 6   | 0  |
| Alexander Nylander | Schweden           | 5  | 2 | 4 | 6   | 6  |
| Artur Kaiumow      | Russland           | 5  | 2 | 4 | 6   | 0  |
| Janne Kuokkanen    | Finnland           | 5  | 0 | 6 | 6   | 4  |
| Otto Mäkinen       | Finnland           | 5  | 4 | 1 | 5   | 0  |
| Nolan Patrick      | Kanada             | 4  | 3 | 2 | 5   | 6  |
| Jesper Bratt       | Schweden           | 5  | 3 | 2 | 5   | 0  |

## Beste Torhüter
Die kombinierte Tabelle zeigt die jeweils drei besten Torhüter in den Kategorien Gegentorschnitt und Fangquote sowie den Führenden in der Kategorie Shutouts.
Abkürzungen: Sp = Spiele, Min = Eiszeit (in Minuten), S = Siege, N = Niederlagen, GT = Gegentore, SO = Shutouts, Sv% = gehaltene Schüsse (in %), GTS = Gegentorschnitt; Fett: Bestwert
Es werden nur Torhüter erfasst, die mindestens 60 Minuten absolviert haben. Sortiert nach bestem Gegentorschnitt.
| Spieler               | Team     | Sp | Min | S | N | GT | SO | Sv%  | GTS  |
| --------------------- | -------- | -- | --- | - | - | -- | -- | ---- | ---- |
| Dylan Wells           | Kanada   | 3  | 185 | 3 | 0 | 4  | 1  | 92,5 | 1,30 |
| Wladislaw Suchatschew | Russland | 3  | 165 | 2 | 1 | 4  | 0  | 96,4 | 1,45 |
| Carter Hart           | Kanada   | 2  | 120 | 2 | 0 | 3  | 0  | 90,3 | 1,50 |
| Severi Isokangas      | Finnland | 4  | 236 | 2 | 2 | 7  | 1  | 92,5 | 1,78 |
| Filip Gustavsson      | Schweden | 5  | 256 | 3 | 2 | 9  | 1  | 93,4 | 2,11 |

## Abschlussplatzierungen
| Pl. | Team               |
| --- | ------------------ |
| 1   | Kanada             |
| 2   | Schweden           |
| 3   | Russland           |
| 4   | Finnland           |
| 5   | Vereinigte Staaten |
| 6   | Tschechien         |
| 7   | Schweiz            |
| 8   | Slowakei           |